# Badminton-Junioreneuropameisterschaft 1981
Die Badminton-Junioreneuropameisterschaft 1981 fand vom 13. bis zum 18. April 1981 im Meadowbank Sports Centre in Edinburgh statt.

## Medaillengewinner
| Disziplin    | Gold | Silber | Bronze |
| ------------ | --- | --- | --- |
| Herreneinzel | Michael Kjeldsen | Steve Butler | Dipak Tailor |
| Herreneinzel | Michael Kjeldsen | Steve Butler | Chris Dobson |
| Dameneinzel  | Helen Troke | Nettie Nielsen | Mary Leeves |
| Dameneinzel  | Helen Troke | Nettie Nielsen | Lotte Hartvich |
| Herrendoppel | Michael Kjeldsen Mark Christiansen | Dipak Tailor Andy Wood | Chris Dobson Mike Parker |
| Herrendoppel | Michael Kjeldsen Mark Christiansen | Dipak Tailor Andy Wood | Mogens Nielsen Claus Thomsen                                                                                                   |
| Damendoppel  | Dorte Kjær Nettie Nielsen | Christine Magnusson Maria Bengtsson                                                                                                   | Lise Kissmeyer Annette Bernth                                                                                                  |
| Damendoppel  | Dorte Kjær Nettie Nielsen | Christine Magnusson Maria Bengtsson                                                                                                   | Mary Leeves Sara Leeves |
| Mixed        | Dipak Tailor Mary Leeves | Mark Christiansen Dorte Kjær | Chris Dobson Gillian Gowers |
| Mixed        | Dipak Tailor Mary Leeves | Mark Christiansen Dorte Kjær | Steve Butler Fiona Elliott |
| Mannschaften | Dänemark Michael Kjeldsen Mark Christiansen Kim Brodersen Claus Thomsen Mogens Nielsen Nettie Nielsen Dorte Kjær Lise Kissmeyer Annette Bernth Lotte Hartvich | England Steve Butler Dipak Tailor Chris Dobson Andy Wood Mike Parker Helen Troke Mary Leeves Sara Leeves Fiona Elliott Gillian Gowers | Schweden Ulf Persson Stellan Österberg Pär-Gunnar Jönsson Manfred Mellqvist Ola Langmarker Christine Magnusson Maria Bengtsson |

## Resultate

### Halbfinale
| Disziplin    | Sieger                              | Finalist                      | Ergebnis           |
| ------------ | ----------------------------------- | ----------------------------- | ------------------ |
| Herreneinzel | Michael Kjeldsen                    | Dipak Tailor                  | 15–7, 15–5         |
| Herreneinzel | Steve Butler                        | Chris Dobson                  | 15–3, 15–9         |
| Dameneinzel  | Nettie Nielsen                      | Mary Leeves                   | 11–6, 11–3         |
| Dameneinzel  | Helen Troke                         | Lotte Hartvich                | 9–11, 11–9, 11–3   |
| Herrendoppel | Andy Wood Dipak Tailor              | Claus Thomsen Mogens Nielsen  | 15–5, 15–6         |
| Herrendoppel | Mark Christiansen Michael Kjeldsen  | Chris Dobson Mike Parker      | 15–13, 15–9        |
| Damendoppel  | Christine Magnusson Maria Bengtsson | Annette Bernth Lise Kissmeyer | 9–15, 15–7, 15–13  |
| Damendoppel  | Dorte Kjær Nettie Nielsen           | Mary Leeves Sara Leeves       | 15–12, 15–9        |
| Mixed        | Mark Christiansen Dorte Kjær        | Chris Dobson Gillian Gowers   | 11–15, 17–15, 15–3 |
| Mixed        | Dipak Tailor Mary Leeves            | Steve Butler Fiona Elliott    | 15–2, 15–6         |

### Finale
| Disziplin    | Sieger                             | Finalist                            | Ergebnis         |
| ------------ | ---------------------------------- | ----------------------------------- | ---------------- |
| Herreneinzel | Michael Kjeldsen                   | Steve Butler                        | 18–13, 15–6      |
| Dameneinzel  | Helen Troke                        | Nettie Nielsen                      | 8–11, 12–9, 11–6 |
| Herrendoppel | Mark Christiansen Michael Kjeldsen | Andy Wood Dipak Tailor              | 15–4, 15–3       |
| Damendoppel  | Dorte Kjær Nettie Nielsen          | Christine Magnusson Maria Bengtsson | 18–15, 15–10     |
| Mixed        | Dipak Tailor Mary Leeves           | Mark Christiansen Dorte Kjær        | 15–7, 15–9       |

## Mannschaften

### Endstand
- 1.  Dänemark
- 2.  England
- 3.  Schweden
- 4.  Niederlande
- 5.  Deutschland
- 6.  Schottland
- 7.  Wales
- 8.  Sowjetunion
- 9.  Irland
- 10.  Norwegen
- 11.  Belgien
- 12.  Österreich
- 13.  Finnland
- 14.  Schweiz
- 15.  Polen
- 16.  Portugal
- 17.  Island
- 18.  Frankreich
- 19.  Italien